# Oh My My (Ringo Starr)
Oh My My è una canzone di Ringo Starr del suo album Ringo del 1973 e pubblicata in seguito come singolo. La canzone è stata co-scritta da Starr, accreditato con il suo vero nome Richard Starkey, e Vini Poncia.

## Il brano

### Composizione
Ringo Starr ricorda che lui e Poncia scrissero il brano su un pianoforte. Poncia collaborò con il batterista anche per la stesura di Devil Woman, anch'essa apparsa su Ringo. Negli anni seguenti, la partnership musicale continuò fino all'album Bad Boy; il "vertice" ci fu con Ringo the 4th, nel quale Starr e Poncia scrissero sei canzoni, oltre Just a Dream, lato B di Drowning in the Sea of Love.

### Pubblicazione
Il 18 febbraio 1974 il singolo venne pubblicato negli USA, dove raggiunse la quinta posizione della classifica per la classifica Billboard Pop 100. Per quella dell'Adult Contemporary arrivò al ventiquattresimo posto. In Canada il singolo giunse al terzo posto, in Australia al sessantaduesimo e nei Paesi Bassi al ventiquattresimo. Nel Regno Unito, Oh My My venne pubblicata come lato B di No No Song per promuovere la compilation Blast from Your Past; il 45 giri, l'ultimo di Ringo per la Apple Records, non entrò in classifica. Starr, che ha eseguito il brano dal vivo per la prima volta con la decima reincarnazione della All-Starr Band nel 2008, ne ha incluso una versione sull'album Live at the Greek Theatre 2008 del 2010.
| Lato A   | Lato B       | Paese       | Etichetta                    | Codice di serie | Pubblicazione e classifica                                                         |
| -------- | ------------ | ----------- | ---------------------------- | --------------- | ---------------------------------------------------------------------------------- |
| Oh My My | Step Lightly | USA         | Apple Records                | 1872            | 18 febbraio 1974; #5                                                               |
| Oh My My | Step Lightly | Germania    | Apple Records, EMI Electrola | 1 C 006-05 617  | [ 13 ]                                                                             |
| Oh My My | Oh My My     | USA         | Apple Records                | P-1872          | 1973; disco promozionale con al lato A il mixaggio mono ed al lato B quello stereo |
| Oh My My | Step Lightly | Canada      | Apple Records                | 1872            | 1973 #3                                                                            |
| Oh My My | Step Lightly | Paesi Bassi | Apple Records                | 5C 006-05617    | maggio 1974; #24                                                                   |
| Oh My My | Step Lightly | Italia      | Apple Records                | 3C 006-05617    | 1974                                                                               |
| Oh My My | Step Lightly | Belgio      | Apple Records                | 4C 006-05617    | 1974                                                                               |
| Oh My My | No No Song   | Regno Unito | Apple Records                | R 6011          | 9 gennaio 1976                                                                     |
| Oh My My | Step Lightly | Australia   | Apple Records                | A-10484         | 1974; #62                                                                          |
| Oh My My | Step Lightly | Francia     | Apple Records                | 2C 006-05617    | 1974                                                                               |
| Oh My My | Step Lightly | Spagna      | Apple Records                | 1J 006-05.617   | 1974                                                                               |

### Cover
- Ike & Tina Turner hanno eseguito una cover in un episodio di Soul Train del 1974
- David Hentschel ha incluso una versione strumentale nell'album Star*ling Music, una versione strumentale dell'album Ringo per la Ring'O Records. Il 17 febbraio 1975, lo stesso giorno dell'album, la sua cover è stata pubblicata come singolo, con al lato B Devil Woman, con il numero di serie 4030; un singolo promozionale, con la stessa scaletta del precedente, è stato pubblicato lo stesso mese con il numero di catalogo P-4030. A marzo il singolo venne pubblicato in Francia con il numero di serie DW1091 ed in Giappone con il numero di catalogo 2017 101a; il 21 marzo è stato pubblicato in numerosi stati d'Europa con il numero di serie 2017 101. Su Devil Woman, come per buona parte degli altri brani, Phil Collins è alla batteria[21]

## Formazione
- Ringo Starr: voce, batteria
- Jimmy Calvert: chitarra
- Klaus Voorman: basso elettrico
- Billy Preston: pianoforte, organo
- Jim Keltner: batteria
- Tom Scott: sassofono
- Vini Poncia: armonie vocali
- Martha Reeves, Merry Clayton and Friends: cori[3]